# Грб Пољске
Грб Пољске је званични хералдички симбол Републике Пољске. Грб чини овенчани бели нарогушени орао на црвеном (gules) штиту.
Бела боја не постоји у хералдици и уместо ње се користи израз сребрна (argent) боја, али се за орла у пољском грбу каже да је бео, а не сребрн.

## Историјат
Бели орао се први пут појављује за владавине краља Болеслава Храброг (992-1025) на новчићима и представљао је знак Пјастовића. Као симбол Пољске бива уведен од стране Пшемисла II.
Данашњи изглед грб је добио 1927, када је амандманом постао део Устава. Током комунистичке владавине круна је склоњена, а розете у врху крила су замењене стилизованим петокракама. Након пада гвоздене завесе, грбу је, 1990. године, враћена круна.

## Легенда
Према легенди Бели Орао вуче корене из приче о Леху, легендарном оснивачу Пољске. Он је видео гнездо Белог Орла, што му је изгледало као добар знак и одлучио је да на том месту оснује град Гњезно. Када је Бели Орао раширио крила и узлетео ка небесима, један сунчани зрак је пао на његова крила, обојивши врх крила златном бојом док је остатак био чисто бео. Тај сунчани зрак је постајао на раним грбовима, али се временом изгубио.